# Musey jezik
Musey jezik (bananna, bananna ho ho, mosi, moussei, moussey, musaya, musei, museyna, musiina, musoi, mussoi, mussoy; ISO 639-3: mse), čadski jezik skupine masa kojim govori 229 000 ljudi u Čadu i Kamerunu. U Čadu se govori u regiji Mayo-Kebbi Est, točnije u departmanima Kabbia i Mont d’Illi i u regiji Tandjilé u departmanu Tandjile Ouest. U Kamerunu se govori u provinciji Far North uz granicu s Čadom.
Dijalekti su mu bongor-jodo-tagal-berem-gunu, pe-holom-gamé, jaraw-domo i lew. Neke susjedne grupe također su bilingualne na museyskom jeziku. Etnička grupa se zove Banana.

## Vanjske poveznice
- Ethnologue (14th)
- Ethnologue (15th)